# Jens Olsson
Jens Olsson, född i Färgelanda 15 december 1964, är en svensk badmintonspelare. Han deltog i OS både 1992 och 1996. Moderklubb Valbodalen BMK i Färgelanda, där han tränades av den legendariske ungdomstränaren Bengt Rydholm. Han har bland annat spelat för Västra Frölunda badminton, Göteborgs badminton och Spårvägen badminton. Han har vunnit ett antal SM-medaljer och har som bäst varit rankad som fyra i världen.
Hans största meriter är etta i Copenhagen Masters, tvåa i Denmark Open, etta i Swedish Open, samt bronsmedaljör i EM 1994. Jens har även medverkat i flertal OS. Efter 1996 lade han ner sin singelsatsning. Efter det var han tränare i Göteborg några år. Han blev förbundskapten för det svenska badmintonlandslaget 2000 men slutade efter OS i Aten 2004. Numera är han bosatt i Trollhättan.